# Mukkajärvi (sjö)
Mukkajärvi är en sjö i Finland. Den ligger i kommunen Rovaniemi i landskapet Lappland, i den norra delen av landet, 700 km norr om huvudstaden Helsingfors. Mukkajärvi ligger 114,6 meter över havet. Arean är 66,8 hektar och strandlinjen är 4,71 kilometer lång. Sjön  ingår i Kemi älvs huvudavrinningsområde.   Den ligger vid sjön Marrasjärvi. 
I övrigt finns följande vid Mukkajärvi:
- Härkinoja (ett vattendrag)
- Taapajoki (ett vattendrag)